# Seilgang

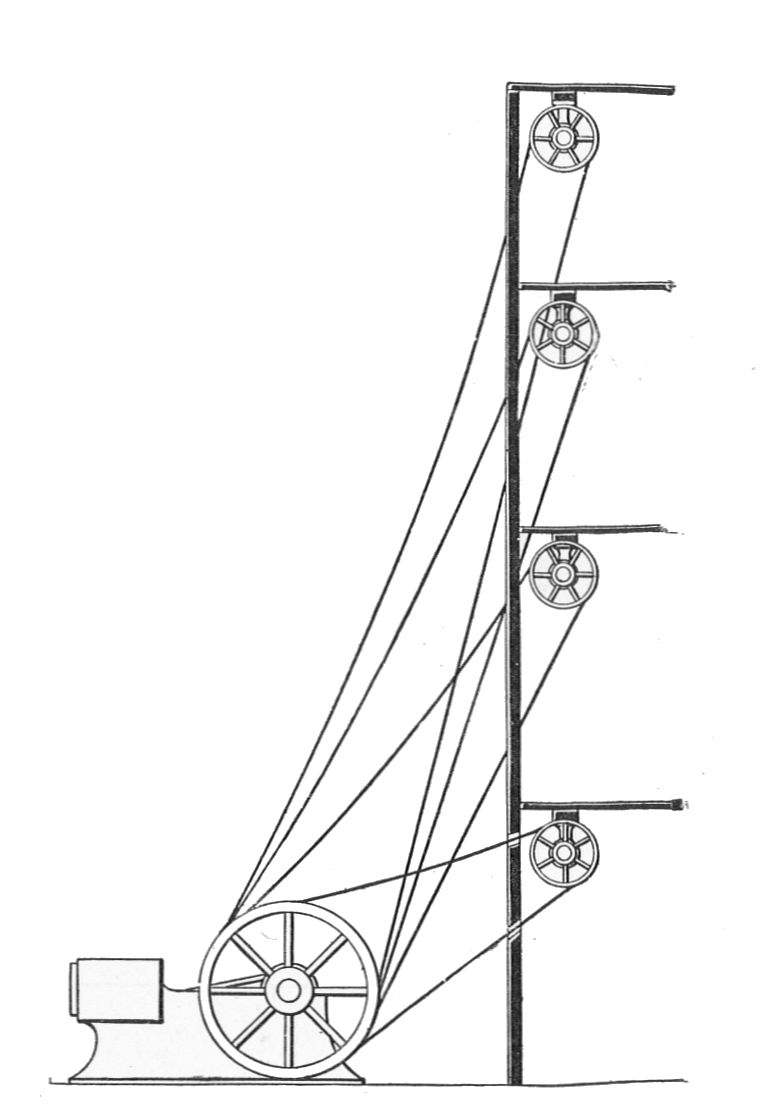
Verteilung der Antriebsenergie über Seiltrommeln und Seile auf mehrere Stockwerke, Zeichnung von 1905

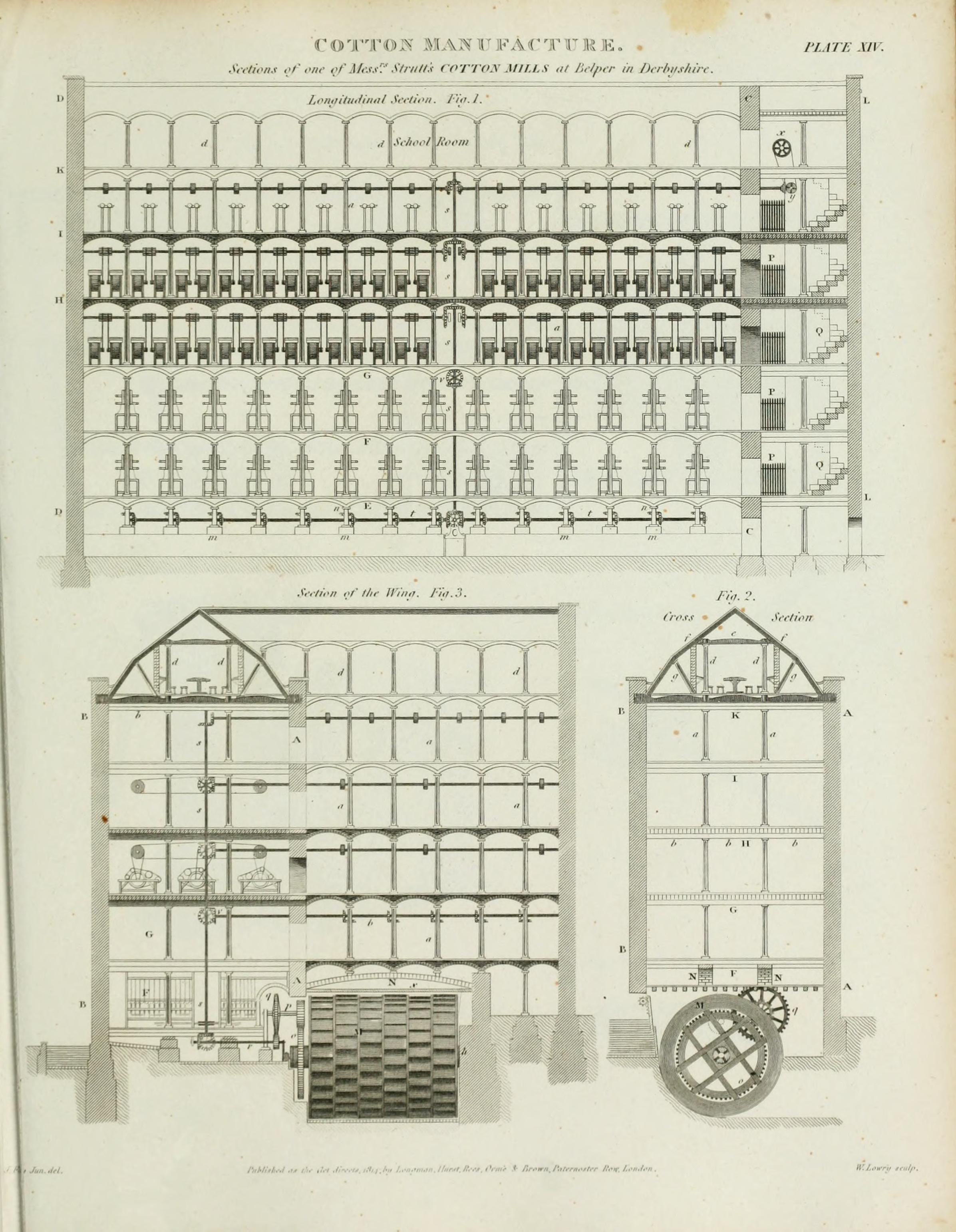
Querschnitt einer Textilfabrik, mittig der Seilgang; aus: 1819 Rees’ Cyclopedia

Als Seilgang (auch: Seilschacht) wird ein Gebäudeteil in Fabriken der frühen Mechanisierung bezeichnet. Seit Beginn der Industriellen Revolution bis in die ersten Jahrzehnte des 20. Jahrhunderts (als sich die Nutzung des Elektromotors durchsetzte, der klein genug war, um in Einzelmaschinen verbaut zu werden) wurden in Großfabriken mit vielen Maschinen über mehrere Etagen Schächte vorgehalten, in denen der Hauptantriebsstrang verlief. Vor allem in Spinnereien und Webereien war diese Bauform üblich.
Die meist im Erd- oder Kellergeschoss stehende Dampfmaschine dieser Fabriken trieb über ein kompliziertes System von Wellen, Seilen und Treibriemen die einzelnen Maschinen an: Die zentrale, von der Antriebsmaschine getriebene Königswelle transportierte über Seiltrommeln die Antriebsenergie in einem ersten Schritt über mehrere aus Baumwolle gefertigte Seile an Transmissionswellen zu den einzelnen Stockwerken. Diese Wellen verliefen dann – meist unterhalb der Decke – durch die Produktionsräume; von ihnen wurde der Antrieb über Transmissionsscheiben und lederne Riemen zu den Maschinen geleitet.
Aus Brandschutzgründen und zur Unfallvermeidung wurde die Haupttransmission zu den einzelnen Stockwerken in einer eigenen, gemauerten Umwandung geführt, die häufig die Hallen auf den einzelnen Etagen komplett durchschnitt. Die Abdichtung der aus diesen Seilgängen die Wand durchbrechenden Wellen in die Hallen war leichter möglich als im Falle stark vibrierender, oft durchhängender Hauptantriebsseile. Diese verliefen also alle im Seilgang.